# Richard Pacheco
Richard Pacheco est un acteur de films pornographiques américain, né le 5 mai 1948.

## Biographie
Richard Pacheco a été élevé à Pittsburgh (Pennsylvanie). Il envisage d'étudier pour devenir rabbin, mais apprenant qu'un tel choix l'obligerait à aller en Israël et à apprendre l'araméen pendant deux ans, il abandonne cette idée et tient un premier rôle pornographique alors qu'il étudie à Antioch College dans l'Ohio, dans une production étudiante amateur.
Une fois diplômé, il s'installe dans une communauté à Berkeley (Californie).
Au milieu des années 1970, Pacheco travaille dans la construction et cherche à entamer une nouvelle carrière. Il opte finalement pour la pornographie.
Son premier véritable film est Candy Stripers en 1978 auquel il prend part sous le nom de « Marc Howard ». Il utilise plusieurs noms de scène entre 1978 et 1980, date à laquelle le succès du film d'Anthony Spinelli Talk Dirty to Me, dans lequel il joue sous le nom de « Richard Pacheco », l'incite à adopter définitivement ce nom de scène.
En 1979, il est désigné Man of the Year du magazine Playgirl, sous le nom d'Howie Gordon.
En 1987, il réalise un film, Careful, He May Be Watching dont Seka tient la vedette, qui lui permet de décrocher l'AVN Award du meilleur film et celui du meilleur réalisateur. Il ne poursuit cependant pas dans cette voie.
Il est admis dans l'AVN Hall of Fame en 1999 et dans le XRCO Hall of Fame en 2006. En 2000, il reçoit, avec Annie Sprinkle, un Lifetime Achievement Awards de la part de la Free Speech Coalition.

## Distinctions
- Adult Film Association of America Awards :
  - 1980 : Best Supporting Actor pour Talk Dirty to Me (1980)
  - 1981 : Best Supporting Actor pour Nothing to Hide (1981)
- AVN Awards
  - 1984 : Meilleur acteur (Best Actor) pour Irresistible
  - 1984 : Meilleur acteur dans un second rôle (Best Supporting Actor) pour Nothing to Hide
  - 1988 : Meilleur réalisateur - Film pour Careful He May Be Watching
  - 1989 : Meilleure scène de sexe en couple - Vidéo (Best Couples Sex Scene - Video)  pour Sensual Escape (avec Nina Hartley)
  - 1989 : Meilleur acteur dans un second rôle - Vidéo (Best Supporting Actor - Video) pour Sensual Escape

## Filmographie succincte
- Candy Stripers (1978) (comme Marc Howard)
- Talk Dirty to Me (1980)
- Nothing to Hide (1981)
- Aunt Peg's Fulfillment (1981)
- Between the Sheets (1982)